# أشتون لامبي
أشتون لامبي (بالإنجليزية: Ashton Lambie)‏ هو دراج أمريكي، ولد في 12 ديسمبر 1990 في لنكن في الولايات المتحدة.

## وصلات خارجية
- الموقع الرسمي
- أشتون لامبي على موقع الاتحاد الدولي للدراجات (الإنجليزية)
- أشتون لامبي على موقع أرشيف الدراجات (الإنجليزية)
- أشتون لامبي على موقع CycleBase (الإنجليزية)